# Finale della UEFA Europa League 2018-2019
La finale della 10ª edizione della Europa League si è disputata mercoledì 29 maggio 2019 allo stadio Olimpico di Baku, in Azerbaigian, tra due squadre della Premier League inglese: Chelsea e Arsenal.
L'incontro, arbitrato dall'italiano Gianluca Rocchi, ha visto la vittoria dei Blues che si sono imposti per 4-1 sui Gunners. Il Chelsea ha così guadagnato il diritto di giocare la Supercoppa UEFA 2019 contro i vincitori della UEFA Champions League 2018-2019, gli inglesi del Liverpool, e si è qualificato d'ufficio alla fase a gironi della UEFA Champions League 2019-2020 in qualità di testa di serie.
Per la prima volta nella storia della competizione è stato utilizzato il VAR.

## Le squadre
| Squadre | Partecipazioni precedenti (il grassetto indica la vittoria) |
| ------- | ----------------------------------------------------------- |
| Chelsea | 1 (2013)                                                    |
| Arsenal | 1 (2000)                                                    |

## Antefatti
La finale del 2019 è il terzo incontro in competizioni UEFA tra Chelsea e Arsenal, dopo il precedente nei quarti di finale della Champions League 2003-2004, nonché la seconda finale nella storia del torneo in cui ad affrontarsi sono due squadre inglesi, dopo quella del 1972, e la prima in assoluto ad essere costituita da una sfida stracittadina. Per i Blues si tratta della seconda presenza nell'atto conclusivo della manifestazione, dopo quello vinto nel 2013, mentre per l'allenatore Maurizio Sarri è la prima apparizione. Anche per i Gunners si tratta della seconda finale complessiva, dopo quella persa nel 2000, invece per il tecnico Unai Emery è la quarta in totale, dopo i tre successi consecutivi alla guida del Siviglia nel 2014, 2015 e 2016.

## Sede
Per la prima volta nella storia la finale di una competizione calcistica europea è stata disputata in Azerbaigian. Lo stadio è stato inoltre scelto come sede di alcune partite del campionato d'Europa 2020.

### Scelta della sede

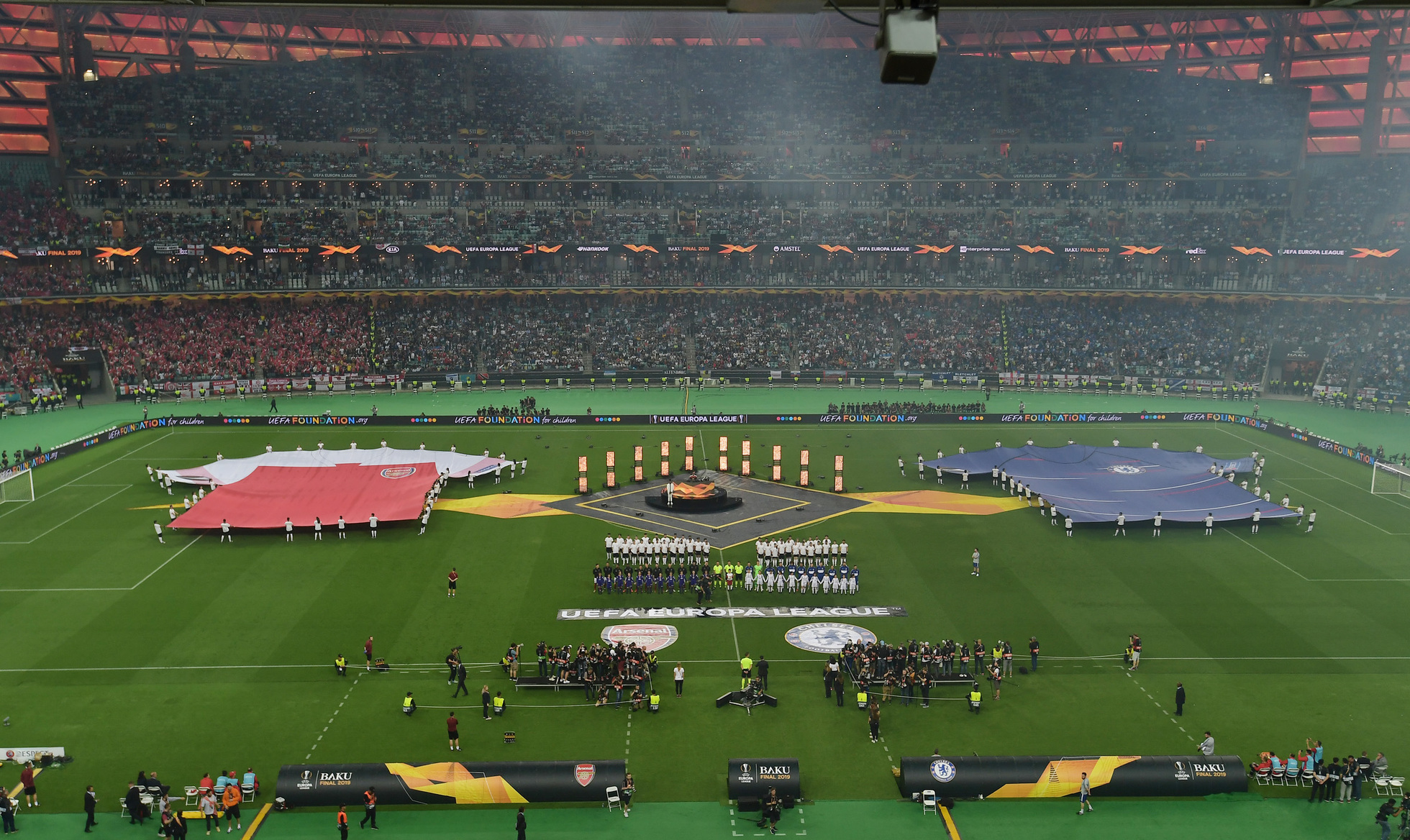
Lo stadio olimpico di Baku nei momenti precedenti l'inizio della finale

Per la prima volta è stato effettuato un sorteggio, il 9 dicembre 2016, per scegliere le sedi delle finali delle competizioni UEFA maschili e femminili. La scadenza per esprimere interesse a candidarsi era fissata al 27 gennaio 2017, mentre il termine ultimo per la presentazione ufficiale della candidatura era fissato al 6 giugno 2017.
Il 3 febbraio 2017 la UEFA annunciò che due federazioni avevano espresso il proprio interesse, e il 7 giugno confermò che erano state le uniche a presentare la candidatura ufficiale:
| Paese       | Stadio                       | Città    | Capacità | Note                                                        |
| ----------- | ---------------------------- | -------- | -------- | ----------------------------------------------------------- |
| Azerbaigian | Stadio Olimpico              | Baku     | 69 870   | Candidato anche per la finale di Champions League 2018-2019 |
| Spagna      | Stadio Ramón Sánchez-Pizjuán | Siviglia | 42 500   |                                                             |
| Turchia     | Vodafone Arena               | Istanbul | 41 903   | Candidato anche per la finale di Supercoppa UEFA 2019       |

Altre federazioni che espressero interesse, ma non presentarono la candidatura furono:
- Georgia: Stadio Boris Paichadze, Tbilisi
- Germania: Mercedes-Benz Arena, Stoccarda (preferito al Commerzbank-Arena, Francoforte sul Meno)[11]
- Scozia: Hampden Park, Glasgow

Il rapporto di valutazione della UEFA fu pubblicato il 14 settembre 2017. Il 20 settembre il Comitato esecutivo UEFA selezionò lo Stadio olimpico di Baku.

## Il cammino verso la finale

### Chelsea
Il Chelsea di Maurizio Sarri viene inserito nel gruppo L insieme ai bielorussi del BATĖ Borisov, agli ungheresi del Fehérvár e ai greci del PAOK. Nell'incontro d'esordio, gli inglesi battono per 1-0 in trasferta il PAOK, prima di imporsi in casa col medesimo risultato sul Fehérvár; nella doppia sfida contro il BATĖ Borisov arrivano altri due successi: quello interno per 3-1 e quello esterno per 1-0. Il girone si chiude con un trionfo casalingo per 4-0 ai danni dei greci e un pareggio in trasferta per 2-2 contro gli ungheresi, che determinano il primo posto in classifica con 16 punti conquistati, derivanti appunto da cinque vittorie ed un pari.
Nei sedicesimi di finale, il Chelsea è sorteggiato con gli svedesi del Malmö FF, eliminati con un risultato complessivo di 5-1 tra andata, vinta per 2-1 in trasferta, e ritorno, trionfo per 3-0 in casa. Agli ottavi di finale, gli inglesi incontrano gli ucraini della Dinamo Kiev, superandoli con un largo aggregato totale di 8-0 nella doppia sfida, determinato dal successo casalingo per 3-0 e da quello esterno per 5-0. Ai quarti di finale, i londinesi incrociano i cechi dello Slavia Praga, battendoli con un computo globale di 5-3 nel doppio confronto, ottenuto in seguito alla vittoria per 1-0 all'Eden Aréna e a quella per 4-3 allo Stamford Bridge. Nelle semifinali, i Blues affrontano i tedeschi dell'Eintracht Francoforte, prevalendo per 4-3 ai tiri di rigore dopo che i due incroci si erano conclusi sul risultato complessivo di 2-2, generato dal pareggio per 1-1 sia nella gara d'andata a Francoforte sul Meno, sia in quella di ritorno a Londra. Per il Chelsea si tratta della seconda finale nella competizione, a distanza di sei anni dall'ultima disputata.

### Arsenal

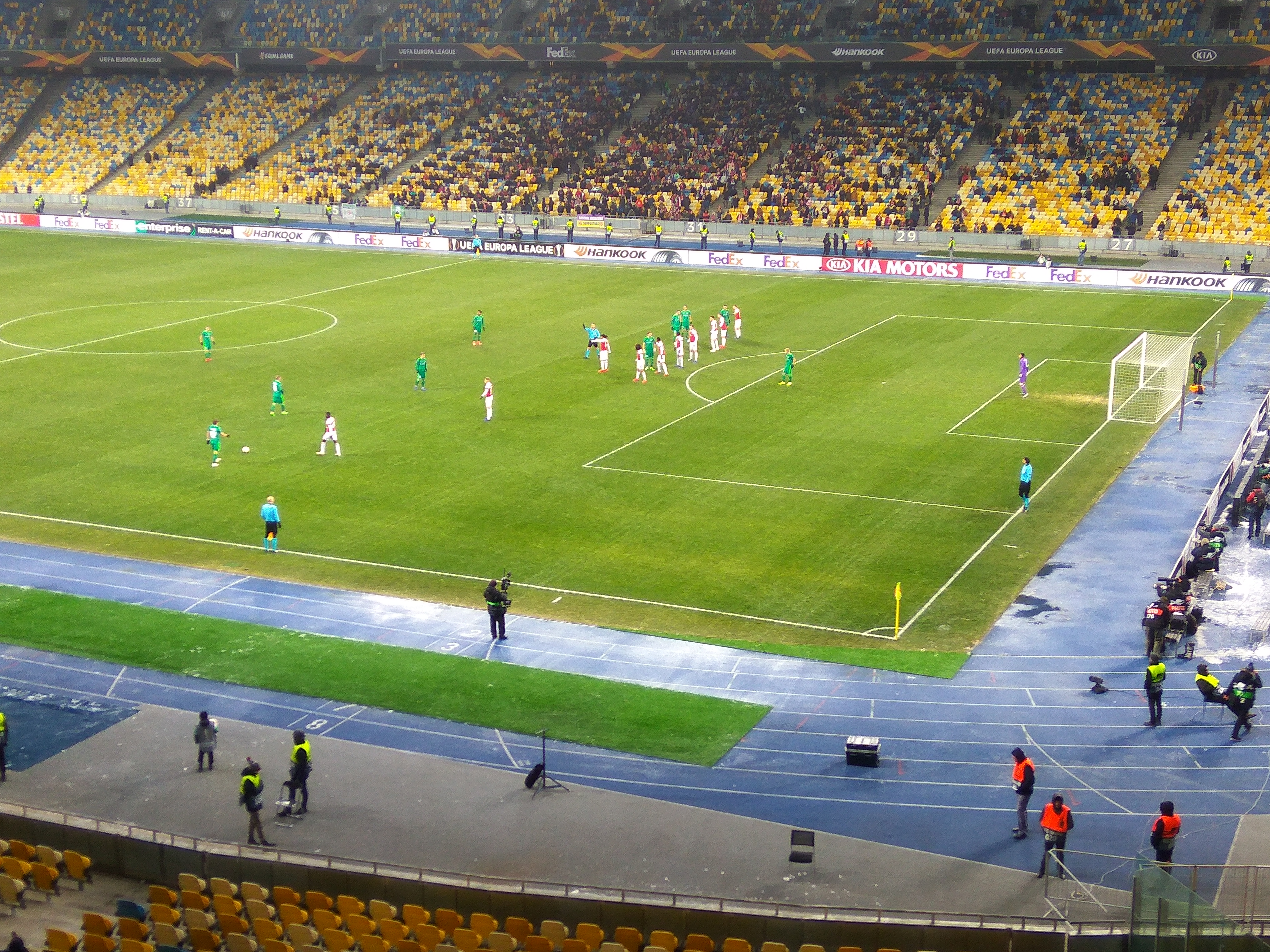
La sfida della fase a gironi tra e Arsenal (0-3)

L'Arsenal di Unai Emery è inserito nel gruppo E con i portoghesi dello Sporting Lisbona, gli ucraini del Vorskla e gli azeri del Qarabağ. Nella partita di debutto, gli inglesi battono per 4-2 in casa il Vorskla, prima di imporsi anche in trasferta per 3-0 sul campo del Qarabağ; nella doppia sfida contro lo Sporting Lisbona arrivano una vittoria esterna per 1-0 ed un pareggio interno per 0-0. Il girone si completa con due successi: quello in trasferta per 3-0 ai danni degli ucraini e quello casalingo per 1-0 a discapito degli azeri, che sanciscono il primo posto in classifica con 16 punti conquistati, frutto appunto di cinque trionfi ed un pari.
Nei sedicesimi di finale, l'Arsenal viene sorteggiato contro i bielorussi del BATĖ Borisov, battuti con un risultato complessivo di 3-1 tra andata, persa per 1-0 in trasferta, e ritorno, vinto per 3-0 in casa. Agli ottavi di finale, gli inglesi incontrano i francesi del Rennes, superandoli con un aggregato totale di 4-3 nel doppio confronto, determinato dalla sconfitta esterna per 3-1 e dal successo casalingo per 3-0. Ai quarti di finale, i londinesi incrociano gli italiani del Napoli, eliminandoli con un computo globale di 3-0 nella doppia sfida, ottenuto in virtù della vittoria per 2-0 all'Emirates Stadium e di quella per 1-0 allo stadio San Paolo. Nelle semifinali, i Gunners affrontano gli spagnoli del Valencia, prevalendo con un risultato complessivo di 7-3 nel doppio incrocio, imponendosi sia nella gara d'andata a Londra per 3-1, sia in quella di ritorno nella città iberica per 4-2. Per l'Arsenal si tratta della seconda finale nella manifestazione, a diciannove anni di distanza dall'ultima disputata.
Note: In ogni risultato sottostante, il punteggio della finalista è menzionato per primo. (C: Casa; T: Trasferta)
| Squadra      | Pt | G |
| ------------ | -- | - |
| Chelsea      | 16 | 6 |
| BATĖ Borisov | 9  | 6 |
| Fehérvár     | 7  | 6 |
| PAOK         | 3  | 6 |

| Squadra          | Pt | G |
| ---------------- | -- | - |
| Arsenal          | 16 | 6 |
| Sporting Lisbona | 13 | 6 |
| Vorskla          | 3  | 6 |
| Qarabağ          | 3  | 6 |

## Contesto
Allo stadio Olimpico di Baku va in scena per la prima volta nella storia della competizione una finale stracittadina, in cui a contendersi il trofeo sono due squadre londinesi: Chelsea e Arsenal. L'allenatore dei Blues, Sarri, schiera la squadra col 4-3-3: davanti al portiere Kepa, la linea difensiva a quattro è composta dal capitano Azpilicueta ed Emerson come terzini e da Christensen e David Luiz come difensori centrali. A centrocampo, Jorginho è il regista davanti alla difesa, con ai suoi lati Kanté e Kovačić, mentre in fase offensiva, vi è il tridente formato da Pedro e Hazard a supporto della punta Giroud. Il tecnico dei Gunners, Emery, opta invece per il 3-4-1-2: dinanzi al portiere Čech, il terzetto di centrali difensivi è composto dal capitano Koscielny, Sōkratīs e Monreal. In mediana, Xhaka è affiancato da Torreira, mentre sulle fasce agiscono Maitland-Niles e Kolašinac. In attacco, Özil è il trequartista alle spalle del prolifico duo Lacazette-Aubameyang.

## La partita

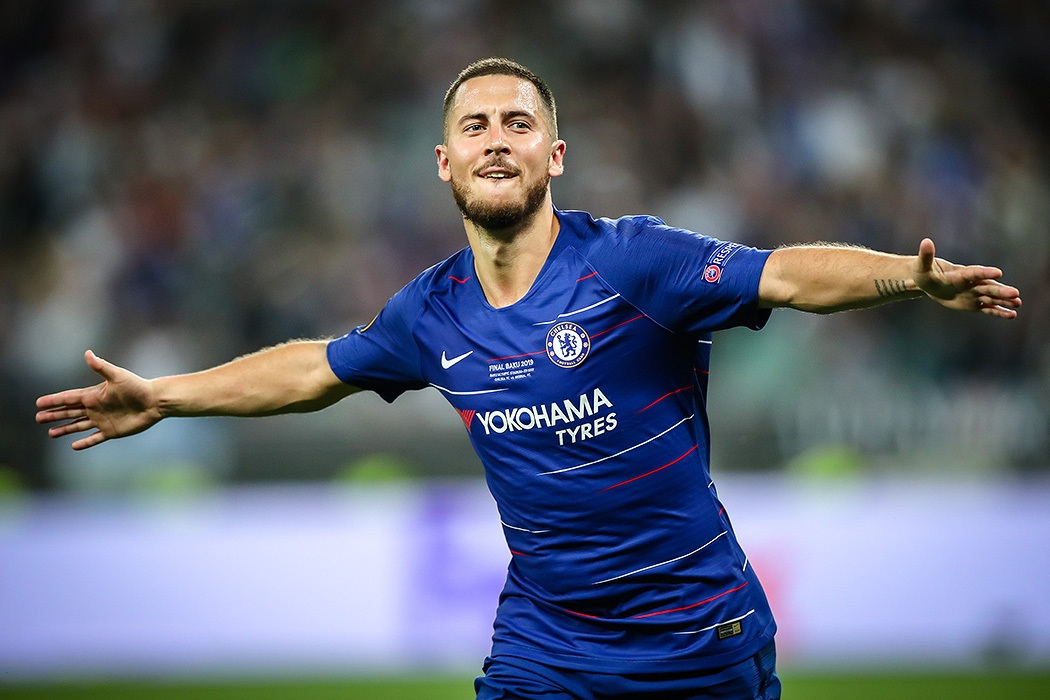
Eden Hazard, autore di una doppietta e premiato come MVP della finale.

Dopo meno di dieci minuti, l'Arsenal crea la prima occasione con Aubameyang, che non riesce a concretizzare da posizione favorevole una respinta del portiere avversario Kepa su un cross teso di Maitland-Niles. Alla mezz'ora di gioco, un potente tiro dalla distanza di Xhaka colpisce la parte superiore della traversa, sfiorando nuovamente il vantaggio pro Gunners. Dopo aver subìto per lunghi tratti la pressione rivale, il Chelsea riemerge nel finale di primo tempo con le rispettive conclusioni di Emerson e Giroud, entrambe sventate da due ottimi interventi del portiere Čech, quest'ultimo ex colonna dei Blues. Le due squadre vanno dunque a riposo col risultato in parità sullo 0-0, merito di un gran equilibrio tattico da ambo le parti.
Nella ripresa è il Chelsea a mostrarsi subito pericoloso, trovando difatti il vantaggio al 49' con Giroud, che con un preciso colpo di testa anticipa il difensore Koscielny e ribadisce in rete uno spiovente di Emerson, firmando l'1-0. L'Arsenal patisce il contraccolpo psicologico e al 60' incassa il gol del raddoppio di Pedro, che, smarcato in area, supera Čech con un diagonale sinistro su invito di Hazard. Dopo soli cinque minuti, Giroud viene atterrato in area da Maitland-Niles sugli sviluppi di una ripartenza, portando l'arbitro Rocchi ad assegnare il calcio di rigore per i Blues, che viene freddamente realizzato da Hazard, il quale timbra così il 3-0 dagli undici metri. Nonostante l'ampio divario, i Gunners non si arrendono e al 69' accorciano le distanze con uno splendido tiro d'esterno al volo del subentrato Iwobi, avvenuto sugli sviluppi di una punizione battuta da Xhaka. Con l'Arsenal completamente riversato in avanti, il Chelsea sfrutta i contropiedi e al 72' centra la rete del definitivo 4-1 ancora con Hazard, che sigla la doppietta personale. Negli ultimi minuti di partita, i Gunners hanno due interessanti occasioni per cercare di riaprire la gara e rendere meno pesante il passivo, ma la conclusione ravvicinata di Lacazette viene neutralizzata da uno straordinario riflesso di Kepa, mentre quella successiva del subentrante Willock manca clamorosamente lo specchio della porta a tu per tu con l'estremo difensore spagnolo. In seguito al triplice fischio di Rocchi, il Chelsea legittima la conquista della sua seconda Europa League, terminando inoltre la propria campagna europea da imbattuto.

## Tabellino
| Arbitro: | Gianluca Rocchi |

|                                             |           |           |
| Giroud 49’ Pedro 60’ Hazard 65’ (rig.), 72’ | Marcatori | 69’ Iwobi |

| Chelsea | Arsenal |

| P               | 1  | Kepa Arrizabalaga   |     |     |
| D               | 28 | César Azpilicueta   |     |     |
| D               | 27 | Andreas Christensen | 68’ |     |
| D               | 30 | David Luiz          |     |     |
| D               | 33 | Emerson Palmieri    |     |     |
| C               | 7  | N'Golo Kanté        |     |     |
| C               | 5  | Jorginho            |     |     |
| C               | 17 | Mateo Kovačić       |     | 76’ |
| A               | 11 | Pedro               | 56’ | 71’ |
| A               | 18 | Olivier Giroud      |     |     |
| A               | 10 | Eden Hazard         |     | 89’ |
| A disposizione: |    |                     |     |     |
| P               | 13 | Willy Caballero     |     |     |
| P               | 52 | Jamie Cumming       |     |     |
| D               | 3  | Marcos Alonso       |     |     |
| D               | 21 | Davide Zappacosta   |     | 89’ |
| D               | 24 | Gary Cahill         |     |     |
| D               | 44 | Ethan Ampadu        |     |     |
| C               | 8  | Ross Barkley        |     | 76’ |
| C               | 51 | Conor Gallagher     |     |     |
| C               | 55 | George McEachran    |     |     |
| A               | 9  | Gonzalo Higuaín     |     |     |
| A               | 22 | Willian             |     | 71’ |
| Allenatore:     |    |                     |     |     |
| Maurizio Sarri  |    |                     |     |     |

| P               | 1  | Petr Čech                 |     |
| D               | 5  | Sōkratīs Papastathopoulos |     |
| D               | 6  | Laurent Koscielny         |     |
| D               | 18 | Nacho Monreal             | 66’ |
| C               | 15 | Ainsley Maitland-Niles    |     |
| C               | 11 | Lucas Torreira            | 66’ |
| C               | 34 | Granit Xhaka              |     |
| C               | 31 | Sead Kolašinac            |     |
| C               | 10 | Mesut Özil                | 77’ |
| A               | 9  | Alexandre Lacazette       |     |
| A               | 14 | Pierre-Emerick Aubameyang |     |
| A disposizione: |    |                           |     |
| P               | 19 | Bernd Leno                |     |
| P               | 44 | Dejan Iliev               |     |
| D               | 12 | Stephan Lichtsteiner      |     |
| D               | 20 | Shkodran Mustafi          |     |
| D               | 25 | Carl Jenkinson            |     |
| C               | 4  | Mohamed Elneny            |     |
| C               | 29 | Mattéo Guendouzi          | 66’ |
| C               | 59 | Joe Willock               | 77’ |
| A               | 17 | Alex Iwobi                | 66’ |
| A               | 23 | Danny Welbeck             |     |
| A               | 49 | Eddie Nketiah             |     |
| A               | 87 | Bukayo Saka               |     |
| Allenatore:     |    |                           |     |
| Unai Emery      |    |                           |     |